# Greif (міноносець)
«Грейф» (нім. Greif) — військовий корабель, міноносець типу 1923 Кріґсмаріне часів Другої світової війни. «Грейф» був третім кораблем у своїй серії, що будувалися на замовлення Рейхсмаріне після поразки Німеччини в Першій світовій війні.
«Грейф» був закладений 5 жовтня 1925 року на верфі німецької компанії Kriegsmarinewerft Wilhelmshaven у Вільгельмсгафені. 15 липня 1926 року він був спущений на воду, а 15 липня 1927 року увійшов до складу військово-морського флоту веймарської Німеччини.
Міноносець неодноразово патрулював без втручання в перебіг подій за часи громадянської війни в Іспанії наприкінці 1930-х років. Під час Другої світової війни зіграв незначну роль у Норвезькій кампанії 1940 року, транспортуючи війська, які захопили Арендаль. Наступні кілька років «Грейф» супроводжував мінні загороджувачі, коли вони встановлювали мінні поля, і сам залучався до постановки мінних полів. Другу половину 1941 року корабель провів, супроводжуючи конвої через Скагеррак. Надалі тривалий час перебував у ремонті, який тривав весь 1942 рік, а потім у березні-квітні 1943 року супроводжував кораблі в норвезьких водах, перш ніж повернутися до Франції. Перебуваючи там, «Грейф» ставив численні мінні поля та супроводжував підводні човни через Біскайську затоку. Міноносець був потоплений авіацією союзників у травні 1944 року.

## Історія служби

### Норвезька кампанія
На початок Другої світової війни «Грейф» виконував завдання з постановки мінних загороджень у Північному морі, які розпочалися 3 вересня 1939 року. З 3 по 5 жовтня разом із трьома есмінцями та однотипними «Альбатросом» і «Фальке» «Грейф» виконував завдання з патрулювання у Каттегаті та Скагерраку, у результаті чого було захоплено чотири судна. Під час вторгнення до Норвегії у квітні 1940 року міноносець виходив до 4-ї групи бойових кораблів під командуванням капітана-цур-зее Фрідріха Ріфе на легкому крейсері «Карлсруе». На відміну від решти групи, йому було доручено захопити незахищений порт Арендаль, щоб перехопити телеграфний кабель до Англії. На борту «Грейфа» було 90 солдатів 163-ї піхотної дивізії. Після успішного завершення операції кораблю було наказано приєднатися до основних сил у Крістіансанні.
Близько 08:30 міноносець увійшов у гавань Арендаль і безперешкодно висадив свої війська, не помітивши норвезький міноносець 2-го класу HNoMS Jo, який стояв на якорі носом до берега. Капітан норвезького корабля, лейтенант Тор Холте, не мав зв'язку зі своїм начальством і не мав наказу атакувати будь-які кораблі в територіальних водах Королівства, отже не робив нічого, щоб вплинути на ситуацію, тому що йому довелося б відшвартуватися від берега і розвернутися, щоб вистрілити торпедами по кораблю противника. «Грейф» не помітив норвезький міноносець і вийшов незабаром після 09:00, прибувши в Крістіансанн близько 11:40.
Ріфе було наказано якнайшвидше повернутися до Кіля, тому крейсер «Карлсруе» відплив о 18:00 у супроводі міноносців «Грейф», «Зееадлер» і «Лукс». О 18:58 одна торпеда британського підводного човна «Труант» влучила в мідель крейсера, вививши з ладу всі електроприводи, рульове керування та насоси. «Лукс» уникнув інших дев'яти торпед та почав атаку глибинними бомбами ворожого підводного човна, яку вів протягом наступних кількох годин, до нього приєдналися два інших міноносці. «Труант» був пошкоджений, але пережив їхні атаки. Ріфе наказав своєму екіпажу перейти на борт міноносців і послав «Зееадлер» і «Лукс» вперед, а сам залишився з «Грейфом», щоб добити пошкоджений «Карлсруе» парою торпед. Після того, як 11 квітня важкий крейсер «Лютцов» був пошкоджений британським підводним човном «Сперфіш» біля узбережжя Данії, «Грейф», «Зееадлер» і «Лукс», серед інших кораблів, прибули на місце події наступного ранку, щоб надати допомогу.
18 квітня «Грейф» з «Мюве», «Зееадлер» і «Вольфом» супроводжували мінні загороджувачі під час встановлення ними протичовнових мінних полів у Каттегаті. З 21 по 23 червня «Грейф» ескортував сильно пошкоджений лінкор «Шарнхорст» з Норвегії до Кіля.
14–15 серпня 5-та флотилія міноносців у складі міноносців «Грейф», «Фальке», «Кондор», «Ілтіс», «Ягуар», Т2 і Т3 прикривала мінні загороджувачі в ході постановки мінного поля в південно-західній частині Північного моря. Флотилія супроводжувала інші мінні місії в тому ж районі 31 серпня — 2 вересня та 6–7 вересня. 8-9 жовтня разом з «Вольфом», флотилія здійснила невдалий рейд на острів Вайт. 11–12 жовтня вони здійснили другий, більш успішний наліт, потопивши два мисливці за підводними човнами Вільної Франції і два британські траулери. Пізніше того ж місяця 5-ту флотилію перевели до Сен-Назера, і її кораблі ставили мінне поле біля Дувра 3–4 грудня, а ще одне — у Ла-Манші 21–22 грудня.

### 1944
21-22 березня 1944 року «Грейф», діючи разом з міноносцями T27, T29, «Ягуар», «Мюве» і «Кондор» типу 1923, здійснював постановку мінного поля на підступах до Гавра та Фекама.
21 травня 5-та флотилія міноносців отримала наказ перевестися з Шербура в Гавр і відбула в ніч з 23 на 24 травня. «Грейф», «Мюве», «Фальке», «Кондор» і «Ягуар» були атаковані союзницькою авіацією вранці наступного дня, а «Грейф» постраждав від двох бомб, які спричинили пожежу у передньому машинному відділенні. Оскільки обидві котельні згодом були затоплені водою, якою намагалися загасити вогонь, міноносець втратив рухомість і випадково зіткнувся з «Фальке». Останній був лише трохи пошкоджений, але ніс «Грейфа» сильно постраждав. Близько 06:00 «Грейф» повністю втратив потужність і о 06:32 затонув.